# Leon Spierer

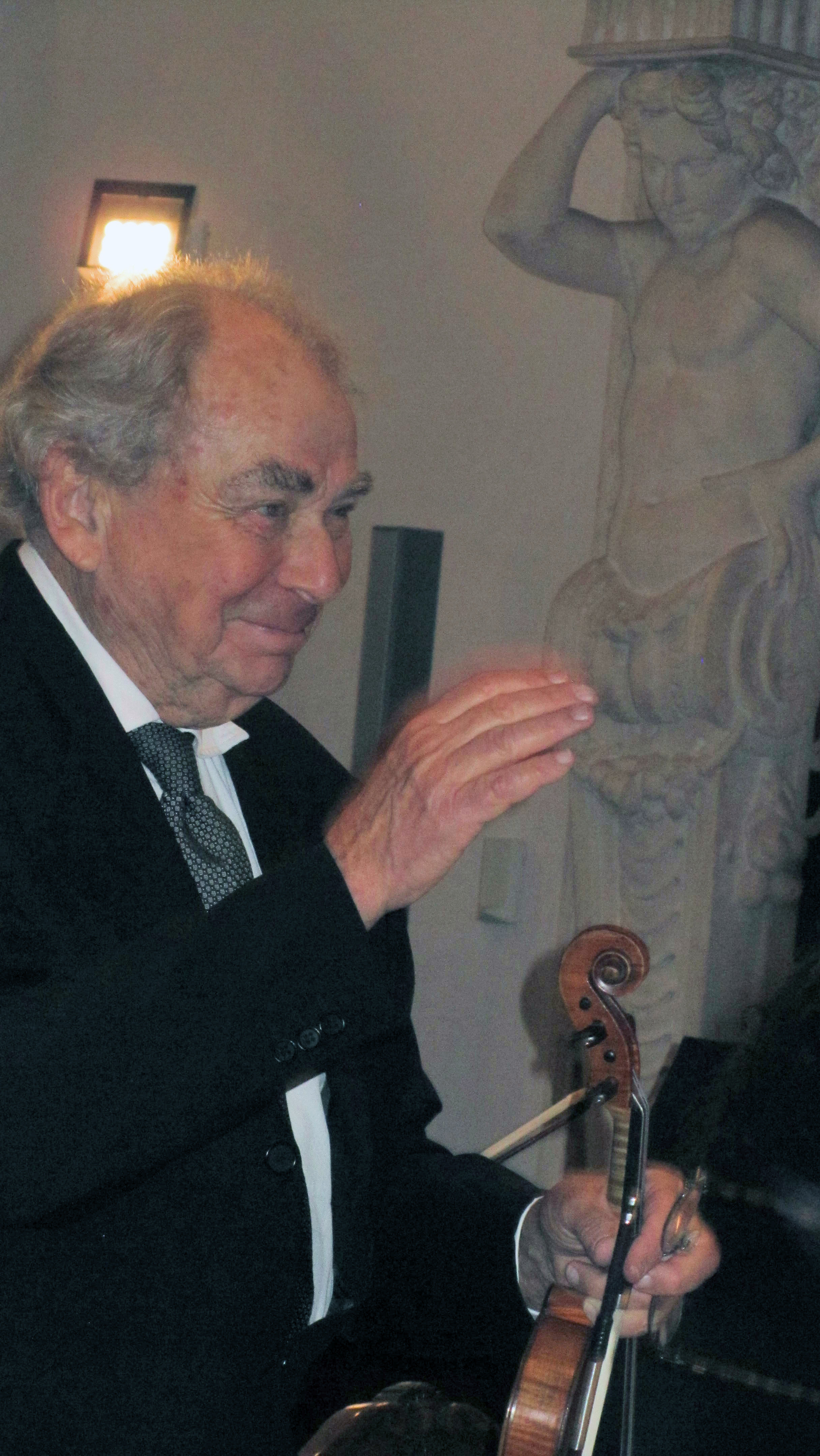

Leon Spierer född 14 januari 1928, är en tysk-argentinsk violinist som under många år var konsertmästare i Berliner Philharmoniker under Herbert von Karajans ledning.
Spierer har argentinskt ursprung, men har varit bosatt i Tyskland större delen av sitt liv. Han har arbetat mycket i Sverige, och pratar flytande svenska. Han var många år lärare på master classes vid Festspelen i Piteå. Kurserna hölls på Framnäs folkhögskola/Musikhögskolan i Piteå.
En tur genom södra Afrika 1977 mottogs väl.
Spierer är känd för sin språkbegåvning, och pratar åtta språk flytande.
Ledamot av Kungliga Musikaliska Akademien.